# فرودگاه بین‌المللی چیمکند
فرودگاه بین‌المللی چیمکند (به انگلیسی: Shymkent International Airport) یک فرودگاه غیرنظامی با کد یاتا CIT است که یک باند فرود بتن دارد و طول باند آن ۲۸۰۰ متر است. این فرودگاه در شهر چیمکند کشور قزاقستان قرار دارد و در ارتفاع ۴۲۲ متری از سطح دریا واقع شده‌است.

## شرکت‌های هواپیمایی و مقصدهای پروازی

### مسافری
| شرکت‌های هواپیمایی | مقصدهای پروازی                                              |
| ----------------- | ----------------------------------------------------------- |
| آئروفلوت          | شرمتیوو                                                     |
| ایر آستانه        | آلماتی، آستانه                                              |
| اطلس گلوبال       | آتاترک                                                      |
| بک ایر            | آقتائو، آلماتی، آستانه                                      |
| قزاق ایر          | آستانه، آقتوبه، آلماتی، پاولودار                            |
| اس۷ ایرلاینز      | تولمچوا                                                     |
| اسکات ایرلاینز    | آقتائو، آلماتی، آستانه، خجند، کوکشتائو، دوموده‌دوو، پتروپافل |
| SkyBus            | چارتر فصلی: باتومی                                          |

### باری
| شرکت‌های هواپیمایی | مقصدهای پروازی |
| ----------------- | -------------- |
| اطلس ایر          | کفلاویک        |